# Световно първенство по шахмат 1910 (Ласкер-Шлехтер)
Световното първенство по шахмат през 1910 г. се провежда от 7 януари до 10 февруари 1910 г. във Виена и Берлин.
Състои се под формата на мач между действащия световен шампион Емануел Ласкер и Карл Шлехтер.
По регламент мачът се състои от 10 партии, като при равенство шампионът Ласкер запазва титлата си. Последната партия, в която Шлехтер има сложна, но печеливша позиция, води до дискусии, защото Шлехтер, известен като „майстор на ремитата“ , прави много рисковани опити да спечели, въпреки че реми би било достатъчно за него. Има недоказано предположение, че е имало тайна клауза в договора за мача, спрямо която Шлехтер трябва да спечели с 2 точки разлика, за да получи шахматната титла.

## Резултати
|                                    | 1 | 2 | 3 | 4 | 5 | 6 | 7 | 8 | 9 | 10 | Точки |
| ---------------------------------- | - | - | - | - | - | - | - | - | - | -- | ----- |
| Карл Шлехтер (Австрия)             | ½ | ½ | ½ | ½ | 1 | ½ | ½ | ½ | ½ | 0  | 5     |
| Емануел Ласкер (Германска империя) | ½ | ½ | ½ | ½ | 0 | ½ | ½ | ½ | ½ | 1  | 5     |
Мачът завършва наравно и Ласкер запазва титлата си.